# Prirodno-matematički fakultet u Sarajevu
Prirodno-matematički fakultet u Sarajevu je najviša znanstveno-nastavna ustanova temeljnih prirodnih i matematičkih znanosti.
Od 1960. godine, odlukom nadležnog organa Narodne Republike Bosne i Hercegovine (Službeni list broj 50/60) Prirodno-matematički fakultet je izdvojen iz okvira Filozofskog fakulteta i postao samostalna znanstveno-nastavna ustanova, koja objedinjava prirodne i matematičke nauke. Svaki nastavno-znanstveni odsjek predstavlja zaokruženu cjelinu, koja se sastoji iz nastavno-znanstvenih katedara i znanstveno-istraživačkih centara.

## Odsjeci
- Biologija
- Fizika
- Geografija
- Kemija
- Matematika

## Značajne ličnosti
- Dr. Smilja Mučibabić (1912. – 2006.), Odsjek za biologiju, suosnivač PMF-a, osnivač Odsjeka
- Dr. Mladen Deželić (1900. – 1989.), Odsjeku za kemiju, suosnivač PMF-a
- Dr. Branko Galeb, Odsjek za fiziku, soosnivač PMF-a
- Dr. Tibor Škerlak, Odsjek za kemiju, suosnivač PMF-a
- Dr. Šefkija Raljević, Odsjek za matematiku, suosnivač PMF-a
- Dr. Tonko Šoljan (1907. – 1980.), Odsjek za biologiju, jedan od prvih profesora PMF-a
- Dr. Živko Slavnić (1910. – 1975.), Odsjek za biologiju, jedan od prvih profesora PMF-a
- Dr. Franjo Krleža, Odsjek za kemiju, jedan od prvih profesira PMF-a
- Dr. Vladimir Milićević, Odsjek za kemiju
- Dr. Zdravko Pujić (1932. – 2006.), Odsjeku za kemiju
- Dr. Avdo Sofradžija (1940.–), Odsjek za biologiju
- Dr. Rifat Hadžiselimović (1943.–), Odsjek za biologiju
- Dr. Dejan Milošević (1959.–), Odsjek za fiziku
- Dr. Muharem Avdispahić, Odsjek za matematiku

### Značajni studenti
- Dr. Avdo Sofradžija (1940.–), Odsjek za biologiju
- Dr. Rifat Hadžiselimović (1944.–), Odsjek za biologiju
- Dr. Dejan Milošević (1959.–), Odsjeku za fiziku
- Dr. Muharem Avdispahić, Odsjek za matematiku
- Dr. Zoran Galić, izvanredni profesor na Odsjeku za hematologiju i onkologiju UCLA-inog Medicinskog fakuteta »David Geffen«
- Dr. Alen Hadžović, Odsjek za kemiju Torontskog sveučilišta

## Također pogledajte
- Sveučilište u Sarajevu

## Vanjske poveznice
- Službena stranica  Arhivirana inačica izvorne stranice od 5. svibnja 2017. (Wayback Machine)